# Ренкин Инлет
Ренкин Инлет (енгл. Rankin Inlet, Kangiqliniq  ᑲᖏᕿᓂᖅ), што значи дубоки залив, је Инуитски заселак на полуострву Кудлулик у Нунавуту, Канада. То је највећи заселак и друго по величини насеље у Нунавуту, после територијалне престонице Икалуита. Налази се у северозападном делу залива Хадсон, између Честерфилд Инлета и Арвијата, то је регионални центар за регион Кивалик.
На плебисциту о главном граду Нунавута 1995. године Икалуит је победио Ренкин Инлет и постао територијални главни град Нунавута.

## Историја
Археолошка налазишта сугеришу да су ову област око 1200. године нове ере насељавали народи Туле, ловци на китове. До касног 18. века, наследили су их Карибу Инуити који су ловили карибуе у копненом делу области и пецали арктичку пастрмку дуж обале, као и на рекема Дајана и Мелијадин. Компанија Хадсоновог залива (КХБ) доминирала је целим заливом у 17. веку, а после 1717. године, бродови од Черчила у Манитоби трговали су на север до залива Ранкин и даље. Једно од познатих догађаја је била несрећа експедиције Џејмса Најта. Експрдициона група је доживела бродолом на острву Марбле, 32 km (20 mi) источно од залива Ранкин. Цела група Џејмса Најта је несрећно завршила на острву око 1722. године, како се сазнало из извештаја Вилијама Мура из 1747. године. Компанија Хадсоновог залива је дошл у област средином 19. века а амерички и европски китоловци, које су пратили трговци крзном који су ухватили кожу беле лисице почетком 20. века, а затим мисионари који су донели систем писаног језика.
Сам град су основали власници рудника Ренкин Инлет, северно од увале Џонстон. Почевши од 1957. године, рудник је експлоатисао руде никла и бакра из подземних копова. Рудник је био први који је запошљавао Инуите у Канади. Када је рудник затворен 1962. године, у Инлету Ренкину је живело око 500 Инуита, а 70-80% су били радници у руднику. Уследило је неколико неуспешних покушаја да се развију алтернативни извори прихода за град. То је укључивало ранч свиња 1969. године и подухват узгоја пилића 1970-их. Обе групе животиња су храњене храном од локалне рибе, што је месу дало непријатан укус. Такође је било уобичајено да се животиње смрзну или да их поједу поларни медведи. Рудник злата Мелиадине којим управља Агнико-Игл отворен је 2019. године и очекује се да ће производња трајати најмање до 2034. године.
Од 1985. до 1997. године Кивалик Хал је радио као интернат за ученике Инуита, била је призната као резиденцијална школа за период пре 1995. године када је њоме управљала Савезна влада.

## Демографија
По попису становништва из 2021. који је спровео Статистички завод Канаде, Ренкин Инлет је имао популацију од 2.975 становника који живе у 826. од укупно 1.026 приватних станова, што је промена од 4,7% у односу на 2016. годину од 2.842 становника. Са површином од 20,03 km2 (7,73 sq mi), имао је густину насељености од 148,5/км2 (384,7/ск ми) 2021. године.

## Уметност и култура
Ренкин Инлет није само познат по својим уметницима и занатлијама, већ је познат и као једини објекат за производњу керамике Инуита ликовне уметности јединствене у свету. Уметници из заједнице раде у различитим медијима, укључујући керамику, графике, бронзане одливе, резбарије, акварел и цртеж. Галерија Кутија шибица, основана 1987. године, приказује уметничка дела и пружа образовне ресурсе.
Заједницу опслужује Кивалик Њуз, недељне новине које се штампају и на енглеском и на инуктитуту језику.
Традиционални годишњи пролећни фестивал Пакалак Тим укључује такмичење у пецању и трке моторних санки.

## Услуге
Заједницу опслужује аеродром Ренкин Инлет и водени пут за снабдевање. Намирнице и потрепштине за домаћинство могу се купити у Северној продавницама компаније Норт Вест или у Кисарвик Кооперативу.
Постоје две продавнице, једна је Ред Топ Варajeти шоп, формално Инукшук шоп, а друга је Кативик Тру Ваљу Хардвер. Оба су у локалном власништву и њима управљају локани Инуити.
Постоји неколико места за ручавање, укључујући Каптинс Гали (која се налази у хотелу Синиктарвик), Турарвик Инс Норт (Кисарвик Кооперативе) и три локала Тим Хортонс (у Нортерн Стору и две продавнице).
Постоји продавница ауто делова под називом Ренкин Ауто ељу. Ова продавница има делове за аутомобилску опрему а такође уља и алате.

## Преноћиште
Ренкин Инлет има неколико хотела, укључујући хотел Синиктарвик и апартмане Катимавик.

## Географија
Залив Ренкин је познат по хладном ветру, јаким зимским олујама и воденим ресурсима. Река Дајана се улива са севера у истоимени улив засеока. Мали регион Кивалик има неколико језера, од којих је највеће језеро Ниписа, а окружена је са два залива, заливом Мелвин на западу и заливом Прери на истоку. Полуострво Паникток, на крајњој западној обали увале, представља заклон за мањи регион Кивалик. Десетине острва су прошаране уливом, укључујући острво Томсон, највеће, и Баријерска острва, најдужи ланац. Ови природни ресурси привлаче туристе који лове, пецају и возе кану. Територијални парк Икалугарјуп Нунанга, 10 km (6,2 mi) северозападно од залива Ранкин, познат је по планинарењу, пецању, посматрању птица и археолошким налазиштима Туле.

## Клима
| Клима Аеродрум Ренкин Инлет                                     | Клима Аеродрум Ренкин Инлет | Клима Аеродрум Ренкин Инлет | Клима Аеродрум Ренкин Инлет | Клима Аеродрум Ренкин Инлет | Клима Аеродрум Ренкин Инлет | Клима Аеродрум Ренкин Инлет | Клима Аеродрум Ренкин Инлет | Клима Аеродрум Ренкин Инлет | Клима Аеродрум Ренкин Инлет | Клима Аеродрум Ренкин Инлет | Клима Аеродрум Ренкин Инлет | Клима Аеродрум Ренкин Инлет | Клима Аеродрум Ренкин Инлет |
| Показатељ \ Месец                                               | .Јан.                       | .Феб.                       | .Мар.                       | .Апр.                       | .Мај.                       | .Јун.                       | .Јул.                       | .Авг.                       | .Сеп.                       | .Окт.                       | .Нов.                       | .Дец.                       | .Год.                       |
| --------------------------------------------------------------- | --------------------------- | --------------------------- | --------------------------- | --------------------------- | --------------------------- | --------------------------- | --------------------------- | --------------------------- | --------------------------- | --------------------------- | --------------------------- | --------------------------- | --------------------------- |
| Индекс субјективне топлоте                                      | −3,0                        | −4,4                        | 1,1                         | 2,5                         | 13,4                        | 26,3                        | 32,2                        | 31,8                        | 21,8                        | 11,7                        | 1,4                         | 0,8                         | 32,2                        |
| Апсолутни максимум, °C (°F)                                     | −2,5 (27,5)                 | −4,4 (24,1)                 | 1,3 (34,3)                  | 3,4 (38,1)                  | 14,1 (57,4)                 | 26,1 (79)                   | 28,9 (84)                   | 30,5 (86,9)                 | 20,6 (69,1)                 | 11,8 (53,2)                 | 1,5 (34,7)                  | 0,9 (33,6)                  | 30,5 (86,9)                 |
| Максимум, °C (°F)                                               | −27,3 (−17,1)               | −26,1 (−15)                 | −20,6 (−5,1)                | −11,1 (12)                  | −2,4 (27,7)                 | 7,9 (46,2)                  | 14,9 (58,8)                 | 13,1 (55,6)                 | 6,3 (43,3)                  | −1,9 (28,6)                 | −13,0 (8,6)                 | −21,9 (−7,4)                | −6,9 (19,6)                 |
| Просек, °C (°F)                                                 | −30,8 (−23,4)               | −29,9 (−21,8)               | −25,0 (−13)                 | −15,6 (3,9)                 | −5,8 (21,6)                 | 4,2 (39,6)                  | 10,5 (50,9)                 | 9,7 (49,5)                  | 3,8 (38,8)                  | −4,6 (23,7)                 | −17,0 (1,4)                 | −25,7 (−14,3)               | −10,5 (13,1)                |
| Минимум, °C (°F)                                                | −34,4 (−29,9)               | −33,6 (−28,5)               | −29,2 (−20,6)               | −20,1 (−4,2)                | −9,0 (15,8)                 | 0,5 (32,9)                  | 6,1 (43)                    | 6,2 (43,2)                  | 1,3 (34,3)                  | −7,3 (18,9)                 | −20,9 (−5,6)                | −29,4 (−20,9)               | −14,2 (6,4)                 |
| Апсолутни минимум, °C (°F)                                      | −46,1 (−51)                 | −49,8 (−57,6)               | −43,4 (−46,1)               | −35,7 (−32,3)               | −23,8 (−10,8)               | −9,4 (15,1)                 | −1,9 (28,6)                 | −1,4 (29,5)                 | −9,0 (15,8)                 | −27,4 (−17,3)               | −36,5 (−33,7)               | −43,6 (−46,5)               | −49,8 (−57,6)               |
| Индекс субјективне хладноће                                     | −66,8                       | −70,5                       | −64,4                       | −53,6                       | −35,9                       | −17,6                       | −5,3                        | −8,8                        | −18,1                       | −42,7                       | −55,3                       | −62,4                       | −70,5                       |
| Количина падавина, mm (in)                                      | 8,7 (0,343)                 | 8,2 (0,323)                 | 12,3 (0,484)                | 19,9 (0,783)                | 19,5 (0,768)                | 26,6 (1,047)                | 42,0 (1,654)                | 57,4 (2,26)                 | 42,9 (1,689)                | 38,0 (1,496)                | 21,7 (0,854)                | 12,8 (0,504)                | 310,1 (12,209)              |
| Количина кише, mm (in)                                          | 0,0 (0)                     | 0,0 (0)                     | 0,0 (0)                     | 1,1 (0,043)                 | 7,0 (0,276)                 | 22,1 (0,87)                 | 41,9 (1,65)                 | 57,2 (2,252)                | 39,1 (1,539)                | 12,9 (0,508)                | 0,3 (0,012)                 | 0,1 (0,004)                 | 181,8 (7,157)               |
| Количина снега, cm (in)                                         | 8,9 (3,5)                   | 8,5 (3,35)                  | 12,5 (4,92)                 | 19,2 (7,56)                 | 13,0 (5,12)                 | 4,6 (1,81)                  | 0,1 (0,04)                  | 0,2 (0,08)                  | 3,8 (1,5)                   | 25,5 (10,04)                | 22,4 (8,82)                 | 13,3 (5,24)                 | 131,9 (51,93)               |
| Дани са падавинама (≥ 0.2 mm)                                   | 7,8                         | 6,6                         | 9,0                         | 8,5                         | 8,7                         | 7,7                         | 10,4                        | 13,2                        | 12,7                        | 14,9                        | 12,6                        | 10,0                        | 122,1                       |
| Дани са кишом (≥ 0.2 mm)                                        | 0,0                         | 0,0                         | 0,0                         | 0,7                         | 2,3                         | 6,3                         | 10,4                        | 13,2                        | 10,5                        | 4,2                         | 0,4                         | 0,1                         | 48,4                        |
| Дани са снегом (≥ 0.2 cm)                                       | 7,8                         | 6,7                         | 9,0                         | 8,2                         | 7,1                         | 2,0                         | 0,1                         | 0,1                         | 3,3                         | 12,4                        | 12,5                        | 10,0                        | 79,3                        |
| Релативна влажност, %                                           | 66,2                        | 67,3                        | 71,3                        | 79,0                        | 82,3                        | 72,3                        | 66,6                        | 70,6                        | 76,3                        | 84,5                        | 78,4                        | 70,2                        | 73,7                        |
| Извор: Енвајермент Канада, Канадске климатске нормале 1981–2010 |                             |                             |                             |                             |                             |                             |                             |                             |                             |                             |                             |                             |                             |